# Беннигсен, Александр Левин фон
Граф Александр Левин фон Беннигсен (21 июля 1809 года, близ Вильно, Российская империя — 27 февраля 1893 года, Бантельн, Германская империя) — ганноверский государственный деятель, представитель старинного рода Беннигсенов.

## Биография
Александр Левин фон Беннигсен — сын Леонтия Беннигсена, в 1818 был привезён в Ганновер, обучался в местном лицее.
С 1826 года изучал право в Гёттингенском университете, затем поступил на государственную службу.
В 1848 году король поручил ему составление нового министерства, в котором, кроме звания первого министра, он принял ещё портфель министра иностранных дел и королевского двора. Вместе со Штюве он был представителем умеренно-либерального направления.
После выхода этого министерства в отставку, Беннигсен в 1851 году был избран президентом первой палаты, членом которой состоял с 1849 года. Энергичное противодействие видам правительства имело то последствие, что ему не было дозволено участвовать в собрании государственных чинов 1857 г.; правительство отказало ему в отпуске на основании закона, который ставил уволенных с пенсией министров в служебную зависимость от короля. Однако в 1864 году Беннигсен в качестве депутата от столицы опять занял своё место во второй палате, которая снова избрала его президентом.
С 1866 года он удалился в частную жизнь.